# Birabenella
Birabenella là một chi nhện trong họ Oonopidae.